# Nth Degree
«Nth Degree» es una canción de la banda de Nueva York, Morningwood de su álbum debut homónimo. "Nth Degree" alcanzó el puesto número 30 en el Billboard Modern Rock Tracks. La canción ha sido utilizada en la publicidad de Mercury con la actriz Jill Wagner. En algunos anuncios de la campaña se han editado las voces, pero en la mayoría de estos recortes, se puede oír a Chantal Claret deletrear el nombre de su banda: "M-O, M-O-R, M-O-R-N-I-N-G-W-O-O-D".

## Vídeo musical
El vídeo comienza con una persona que navega a través de algunos registros. Cada registro muestra la banda en conjuntos y trajes cuidadosamente calculado en referencia a parodias de otros famosos alrededor de 16 carátulas de discos musicales o vídeoclips de música popular del siglo XX. El álbum Morningwood es seleccionado y empieza a sonar hasta el término del vídeo.